# Carlo Parola
Carlo Parola (ur. 20 września 1921 w Turynie, zm. 22 marca 2000 tamże) – włoski piłkarz i trener piłkarski.
Carlo Parola zadebiutował w Serie A z drużyną Juventusu w sezonie 1939/1940. Z drużyną „Starej Damy” zdobył Puchar Włoch (w sezonie 1941/1942), a także dwa mistrzostwa Włoch (w sezonach 1949/1950 oraz 1951/1952). W sumie w biało-czarnej koszulce Juve rozegrał 340 meczów strzelając 11 bramek. Grał też w S.S. Lazio.
Jako trener pracował m.in. w Juventusie, AS Livorno, SSC Napoli, a także w klubie Novara Calcio.
Zmarł 22 marca 2000 roku, w wieku 78 lat, w swoim rodzinnym mieście Turynie.